# Исхак, Ахмет
Ахмет Исхак (тат. Äxmät İsxaq); Ахмет Абдулович Исхаков (тат. Äxmät Ğabdulla ulı İsxaq, Әхмәт Габдулла улы Исхак) (1 мая (18 апреля) 1905, Казань, Казанский уезд, Казанская губерния — 24 июня 1991) — татарский поэт, переводчик, журналист, сатирик. Участник Великой Отечественной войны. Член КПСС с 1945. Прижизненно напечатано около 40 книг.
Ахмет Исхак активно творил почти 70 лет, оставив большое литературное наследие: стихи, поэмы, сатирические и юмористические произведения, басни, сказки для детей, либретто опер, литературно-критические работы, посвященные творчеству Г.Тукая и М.Джалиля, и др. Переводил на татарский язык произведения А. С. Пушкина, М. Ю. Лермонтова, В. В. Маяковского, Т. Шевченко, Навои и др. Переводы на татарский русской, восточной и тюркской классической поэзии составляют по объему больше ста тысяч строк.

## Биография
Родился 1 мая 1905 в Казани, в семье конторщика. До Октябрьской революции 1917 года обучался в медресе «Мухаммадия», а в 1919-м продолжил обучение в Татарском педагогическом техникуме.
В эти года начал писать. Дебютировал на страницах печати в 1923 году стихотворением «Кызыл кошлар» («Красные птицы») в журнале «Кызыл Шарык яшьляре» («Молодежь Красного Востока»). С этого времени стал много выступать на страницах татарстанской периодики со стихами, публицистическими статьями, очерками. В 1925 году Ахмета Исхака направляют на обучение в Москву в Государственной техникум кино.
С 1925 по 1939 годы — журналист, знакомится с Мусой Джалилем и К. Кави Наджми (о встречах с ними оставил воспоминания), другими татарскими писателями. Служил литературным сотрудником в редакции газеты «Эшче». В 1929 (по данным БСЭ — 1928) году в Москве вышел дебютный сборник «Песни каменных улиц». Ахмет Исхак возвращается в Казань и до 1939 года служит в редакциях газеты «Кзыл Татарстан» (сейчас «Ватаным Татарстан») и журнала «Чаян».
В 1939—1942 годах представитель Литфонда СССР в Татарстане.
В 1942 году А.Исхака призывают в армию. По окончании пехотного училища назначается командиром взвода в частях Дальнего Востока и Украины, позднее работает в редакции дивизионной газеты.
В 1963—1967 годах — главный редактор журнала «Чаян».
Умер 24 июня 1991 года в Казани.

## Награды
- Орден «Трудового Красного Знамени» (1955)
- Орден «Дружбы народов» (1970)